# 平棘腔吻鱈
平棘腔吻鱈又稱平棘鬚鱈為輻鰭魚綱鱈形目鼠尾鱈科的其中一種。

## 分布
本魚分布於印度洋、西北太平洋、南日本太平洋側、中國東海、台灣南部、澳洲、紐西蘭等海域。

## 深度
水深650至1000公尺。

## 特徵
本魚體型延長，側扁，體呈圓柱形，越往後越尖細，其體高約略與體寬相當。口小，下位可突出吻長而尖，吻尖有一硬棘，眼呈長方形。齒為錐狀，數列排成齒帶。身體鱗片大而薄且不易脫落，鱗片上之棘刺甚強，排列成平行狀，中央一列的棘刺擴大成三角形狀。肛門緊鄰臀鰭。腹部之發光器短小，位於肛門前方之黑色區域。體為淡棕色。體長可達45公分。

## 生態
屬深海底棲性魚類，以沙泥層中的浮游生物、甲殼類為食，活動力不強。

## 經濟利用
無經濟價值，多做為下雜魚處理。